# Jeroen Koops
Jeroen Koops (Amstelveen, 12 maart 1980) is een Nederlands hockeyer.
Koops speelde vier interlands voor de Nederlandse hockeyploeg waarin hij eenmaal doel trof. Deze interlands speelde hij allen in de eerste helft van 2005. Zijn debuut was op 26 januari 2005 tegen China (7-3 winst). 
De strafcornerspecialist speelde in de Hoofdklasse voor Pinoké en stopte uiteindelijk in de zomer van 2008. Tussen 2002 en 2008 scoorde hij zes hattricks, toentertijd een clubrecord. Hij kondigde aan zich meer te willen gaan richten op zijn maatschappelijke carrière.